# Karl Ahlberg (1875–1951)
Karl Ahlberg, Prosten Ahlberg, född 1875 i Gällstad, död 1951, var en präst och kommunpolitiker i Göteborg. 
Ahlberg studerade vid Lunds universitet och prästvigdes i Göteborgs stift. Han var komminister i Karl Johans församling i Majorna och även vice pastor i Nya Varvets församling. Ahlberg gjorde flera sociala insatser. Han var initiativtagare till Majornas skolbarnhem och startade även “bespisning av fattiga barn” i Majorna. Han satt i Göteborgs stadsfullmäktige och satt även i kommunala styrelser och nämnder, bland annat som ordförande i barnavårdsnämnden och ordförande i skolnämnden i Lundby. 1928 blev han prost i Lundby församling och blev allmänt känd som Prosten Ahlberg. 
Hans far var August Ahlberg. Karl Ahlberg var bror till bland andra Axel W. Ahlberg, Adolf Ahlberg och Gustaf Ahlberg. 
Han mottog Göteborgs stads förtjänsttecken. En gata i Kyrkbyns egnahemsområde, Prosten Ahlbergs gata, har fått sitt namn efter honom.